# Красюковское сельское поселение
Красюковское сельское поселение — муниципальное образование в Октябрьском районе Ростовской области. 
Административный центр поселения — слобода Красюковская.

## Административное устройство
В состав Красюковского сельского поселения входят:
- слобода Красюковская,
- хутор Аюта,
- хутор Красный,
- хутор Миллеров,
- посёлок Новоперсиановка,
- хутор Сусол,
- хутор Яново-Грушевский.

## Население
| 2010  | 2012  | 2013  | 2014  | 2015  | 2016  | 2017  |
| ----- | ----- | ----- | ----- | ----- | ----- | ----- |
| 7017  | ↘6915 | ↘6828 | ↘6672 | ↘6577 | ↘6552 | ↗6560 |
| 2018  | 2019  | 2020  | 2021  |       |       |       |
| ↘6547 | ↘6436 | ↘6400 | ↘6353 |       |       |       |